# Saas-Fee
Saas-Fee (toponimo tedesco; fino al 2006 Saas Fee; in francese Fée, desueto) è un comune svizzero di 1 636 abitanti del Canton Vallese, nel distretto di Visp.

## Geografia fisica
Saas-Fee si trova nella valle Saastal.

## Storia
È una delle più antiche colonie walser del Vallese, fondata da walser provenienti da Saas-Grund nella metà del XIII secolo.

## Monumenti e luoghi d'interesse

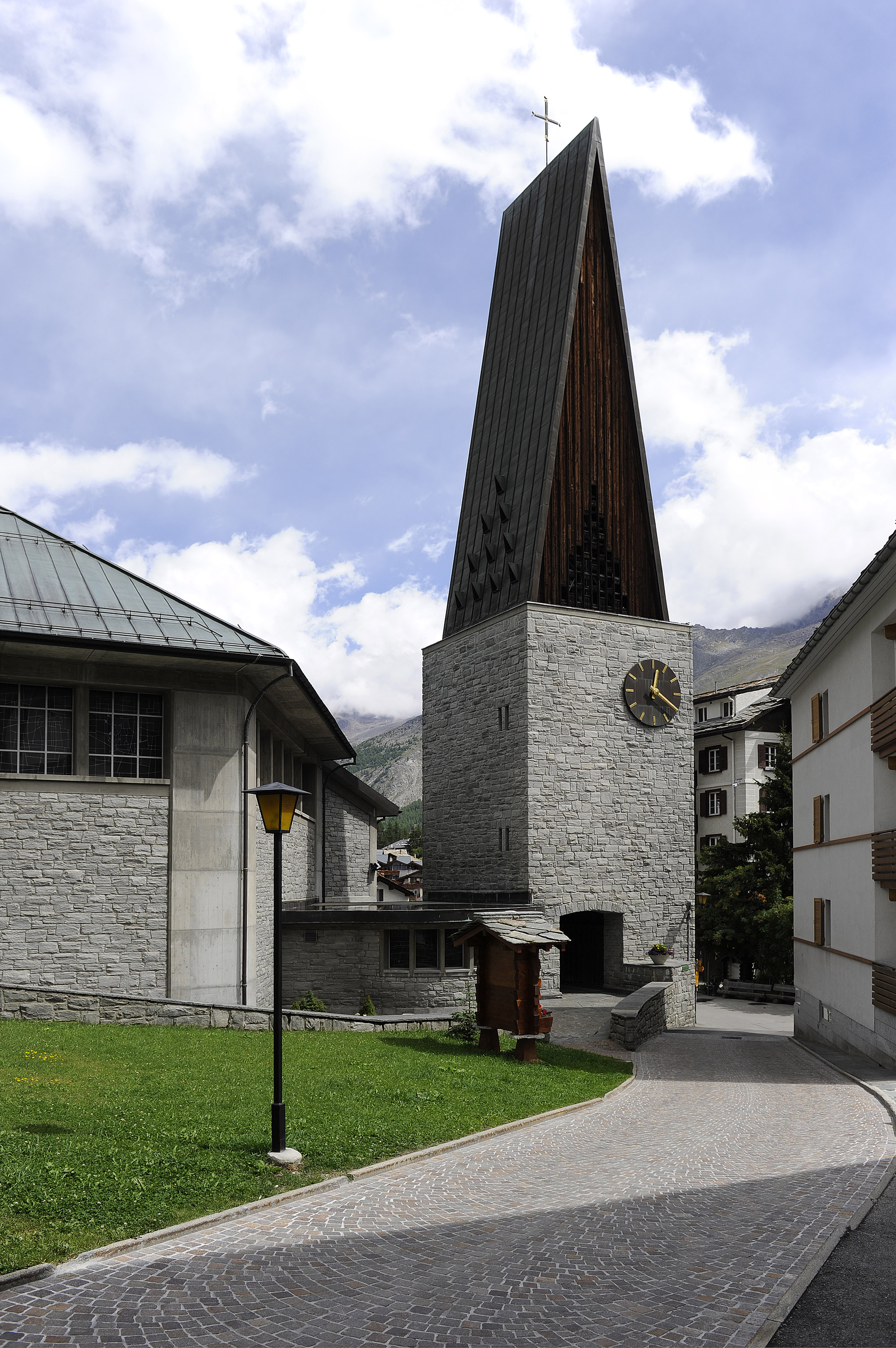
La chiesa del Sacro Cuore di Gesù

- Chiesa parrocchiale cattolica del Sacro Cuore di Gesù, eretta nel 1963[1].

## Società

### Evoluzione demografica
L'evoluzione demografica è riportata nella seguente tabella:
Abitanti censiti

## Economia

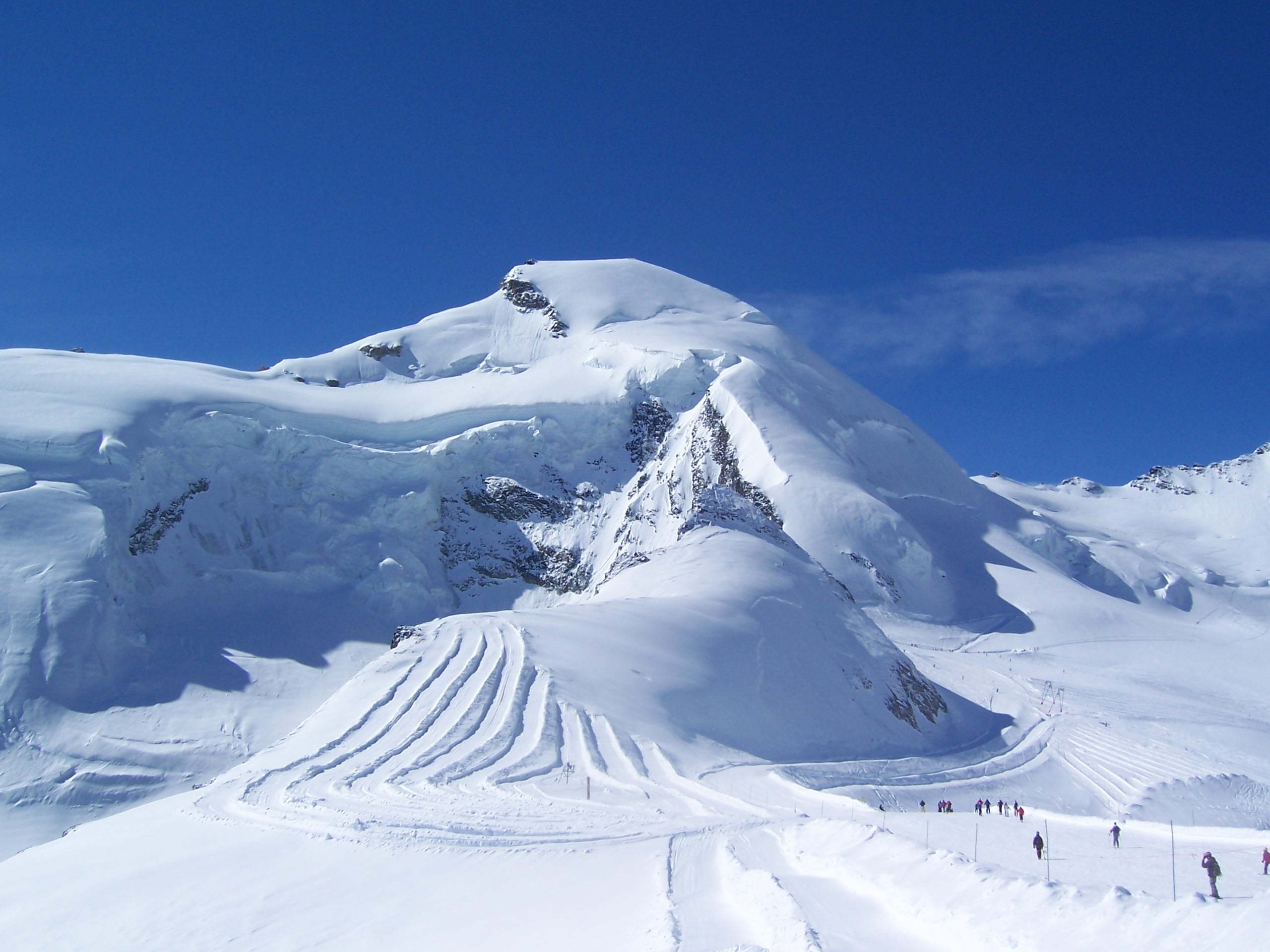
Piste sciistiche sull'Allalinhorn

Saas-Fee è una località di villeggiatura, una base alpinistica e una stazione sciistica sviluppatasi a partire dagli anni 1880; è detta anche "La perla delle Alpi".

## Amministrazione
Ogni famiglia originaria del luogo fa parte del cosiddetto comune patriziale e ha la responsabilità della manutenzione di ogni bene ricadente all'interno dei confini del comune.

### Gemellaggi
- Rocca di Cambio[senza fonte]

## Sport
Saas-Fee ha ospitato cinque edizioni del Campionato del mondo di arrampicata su ghiaccio, una tappa della Coppa del Mondo di sci alpino 1988 e varie tappe della Coppa del Mondo di freestyle, della Coppa del Mondo di snowboard, della Coppa del mondo di arrampicata su ghiaccio e della Coppa Europa di sci alpino.